# Redovnička družba
Redovnička družba, redovnička zajednica ili kongregacija (lat. congregatio) je redovnička ustanova u Katoličkoj Crkvi čiji članovi ne polažu svečane redovničke zavjete i u pravilu nisu dužni zajednički moliti časoslov. Po postanku su mlađe od Crkvenih redova.
Među njih ubrajaju se pasionisti, redemptoristi, maristi, spiritanci, monfortanci, salezijanci, dehonijanci, verbiti, dominikanke i ini.